# Miciurin, Drochia
Miciurin (Ghica Vodă) este un sat din raionul Drochia, Republica Moldova.
Localitatea este situată la 7 km vest de orașul Drochia, pe valea râului Răut. Satul a fost întemeiat în 1921, purtând inițial denumirea Ghica-Vodă. În 1949 denumirea a fost modificată în Miciurin, după numele savantului rus Ivan Vladimirovici Miciurin.

## Demografie

### Structura etnică
Structura etnică a satului conform recensământului populației din 2004:
| Grup etnic         | Populație | % Procentaj |
| ------------------ | --------- | ----------- |
| Moldoveni / Români | 1.062     | 66,04%      |
| Ucraineni          | 481       | 29,91%      |
| Ruși               | 52        | 3,23%       |
| Țigani             | 5         | 0,31%       |
| Găgăuzi            | 3         | 0,19%       |
| Polonezi           | 1         | 0,06%       |
| Bulgari            | 1         | 0,06%       |
| Alții              | 3         | 0,19%       |
| Total              | 1.608     | 100%        |

## Administrație și politică
Componența Consiliului local Miciurin (9 consilieri), ales la 5 noiembrie 2023, este următoarea:
|  | Partid                                       | Consilieri | Componență | Componență | Componență | Componență | Componență | Componență | Componență |
|  | -------------------------------------------- | ---------- | ---------- | ---------- | ---------- | ---------- | ---------- | ---------- | ---------- |
|  | Partidul „Renaștere”                         | 7          |            |            |            |            |            |            |            |
|  | Partidul Socialiștilor din Republica Moldova | 1          |            |            |            |            |            |            |            |
|  | Partidul Acțiune și Solidaritate             | 1          |            |            |            |            |            |            |            |